# 斯科特·利普斯基
斯科特·利普斯基（英語：Scott Lipsky，1981年8月14日—）是一位美國職業網球運動員。
截至目前為止，利普斯基奪得7座ATP雙打冠軍。

## 外部連結
- 斯科特·利普斯基（英文/西班牙文）的官方資料
- 斯科特·利普斯基的國際網球總會 職業／青少年 官方資料（英文）
- 斯科特·利普斯基的官方資料（英文）